# テンソ
テンソ（競詩、tenso, tenson, or tenço）は、トルバドゥールに好まれたオック語の歌（シャンソン）のスタイル。

## 概略
テンソは、恋愛や倫理に関して、それぞれの歌い手が自分の正当性を訴えながら討論する形式を取る。密接に関連したジャンルに、パルティマン、Cobla exchange（交換コブラ）がある。